# Agnė Čiūdarienė
Agnė Čiūdarienė, coniugata Abromaitė (Klaipėda, 15 gennaio 1979), è un'ex cestista lituana.
Alta 188 cm per 70 kg, giocava come ala.

## Carriera
Nel 2007 è stata convocata per gli Europei in Italia con la maglia della nazionale della Lituania.